# Шаг винта
Шаг винта— это расстояние, пройденное поступательно винтом, ввинчивающимся в неподвижную среду, за один полный оборот (360°). Одна из основных технических характеристик воздушного или гребного винта, зависящая от угла установки его лопастей относительно плоскости вращения при их круговом движении в газовой или жидкостной среде Не путать с поступью винта, которая учитывает скорость движения среды. Например, скорость транспортного средства, приводимого в движение этим винтом.
Находится в тангенциальной зависимости от угла наклона лопастей относительно плоскости, перпендикулярной оси винта. Измеряется в единицах расстояния за один оборот. Чем больше шаг винта, тем больший объём газа или жидкости захватывают лопасти, однако, вследствие увеличения противодействия, тем больше нагрузка на двигатель и меньше скорость вращения винта (обороты). Конструкция современных воздушных и гребных винтов предусматривает способность изменения наклона лопастей без остановки агрегата.

## Воздушный винт (пропеллер)
На самолёте поршневым двигателем управление шагом винта может осуществляться экипажем в полёте, шаг может выставляться на земле перед полётом или быть неизменным как у деревянных винтов фиксированного шага. Для поршневого двигателя самолёта шаг винта является отдалённым аналогом коробки передач автомобиля. Каждому шагу винта соответствует некоторая единственная скорость максимума тяги. Чтоб увеличить эффективность движителя, шаг подстраивают под, в частности, скорость полёта. Влияют ещё плотность воздуха ( высота ), находится ли самолёт в наборе высоты, горизонтальном полёте или пикирует. В последнем случае очень важно чтоб раскручиваемый набегающим потоком винт не раскрутил двигатель до критических оборотов. В общем случае, увеличение шага приводит к увеличению тяги винта но, одновременно, и нагрузки на двигатель, снижая его мощность и приёмистость. На авиационном жаргоне это называется «затяжеление винта». Уменьшение шага винта уменьшает тягу, но также снижает нагрузку на двигатель, позволяя реализовать полную мощность и повышая приемистость. Это называется «облегчение винта». Кроме того, при невысокой скорости полета и большом шаге винта (близком к 85° относительно плоскости винта) на лопастях будет формироваться срыв потока, и скорость движения будет увеличиваться очень медленно, так как лопасти будут просто перемешивать воздух, создавая очень маленькую тягу, напрасно расходуя мощность двигателя. Напротив, в случае маленького шага (5—10°) и высокой скорости полёта лопасти будут захватывать малый объём воздуха, скорость воздушного потока, создаваемого винтом, будет приближаться к скорости движения набегающего воздуха, остатки которого будут набегать на винт, вызывать его авторотацию, тормозить самолёт, раскручивая двигатель выше допустимых оборотов. В некоторых случаях лопасти просто не выдержат перегрузок и разрушатся. 
В связи с этим пилотам (в особенности, времён Второй мировой войны) приходилось постоянно следить за скоростью, шагом винта и оборотами двигателя. Умело манипулируя оборотами и шагом винта, в зависимости от скорости полёта, можно было добиться меньших оборотов двигателя при высокой скорости, причём скорость не падала, а даже увеличивалась. Чтобы снизить расход топлива, а также не утруждать двигатель сильнейшими нагрузками, пилоту приходилось искать золотую середину. Обычно, при выполнении полёта на поршневом самолёте применяется следующий алгоритм управления воздушным винтом:
- на взлёте винт находится в положении среднего шага, позволяя двигателю раскрутиться до оборотов взлётного режима и до завершении взлёта шаг винта не меняется, управление двигателем ведется путем изменения подачи топлива (в безнаддувных двигателях) или давления наддува;
- в наборе высоты пилот несколько затяжеляет винт, что позволяет снизить обороты двигателя до номинального режима;
- в крейсерском полёте пилот устанавливает предусмотренный РЛЭ режим работы двигателя (по давлению наддува или подаче топлива) и, регулируя шаг винта, добивается работы двигателя на наиболее экономичном режиме по оборотам;
- на снижении и заходе на посадку режим работы двигателя уменьшается, а винт облегчается, что позволяет, в случае ухода на второй круг, обеспечить высокую приемистость двигателя;
- после касания полосы при начале пробега самолёта винт облегчается до предела, чем создает тормозное усилие, сокращающее длину пробега;
- реверс тяги винта на поршневых самолётах применяется редко.

На относительно современных турбовинтовых двигателях самолётов и вертолётах установлена автоматика, поддерживающая частоту вращения воздушного винта постоянной, за счёт непрерывной корректировки угла установки лопастей винта, а значит, и нагрузки на двигатель. Изменение мощности двигателя в сторону уменьшения или увеличения путём изменения подачи количества топлива приводит к автоматическому соответствующему изменению шага при сохранении неизменной частоты вращения. Говорят, что винт с большим шагом загружен (термин затяжелён применяется только к винтам поршневых двигателей), а с малым шагом — облегчён.
При аварийной остановке двигателя в полёте для снижения лобового сопротивления устанавливают максимальный угол наклона лопастей, равный ~90° (параллельно оси винта). Значение шага винта в этом случае теряет смысл и становится условно равно ∞. Такой винт называется зафлюгированным.
На некоторых самолётах реализована система реверса тяги с помощью изменения шага винта, когда при приземлении во время пробега устанавливают отрицательный угол наклона лопастей, таким образом, вектор тяги винта меняет направление на обратное. Впрочем, сопротивление потоку незафлюгированного воздушного винта настолько велико, что на многих турбовинтовых самолётах для эффективного торможения в полёте или при пробеге на посадке вполне достаточно установить малый шаг винта (облегчить винт) простым переводом рычага управления тягой двигателя на минимальную тягу. Чтобы защитить винт от ухода на этот минимальный шаг в полёте (что приведёт к резкому торможению, срыву потока на крыле за винтом и в неблагоприятных условиях к аварии), во втулке винта часто устанавливается золотниковый промежуточный упор (ПУ), который включается перед взлётом и выключается после касания. Угол винта на ПУ (φПУ) обычно на 15-20° больше нулевого. В связи с этим на многих турбовинтовых самолётах при взлёте (перед разбегом) и посадке (после касания) отрабатывается контрольная операция — «Винты на упор» и «Винты с упора».

## Несущий винт
Пилотирование вертолёта в большей степени зависит от управления несущим винтом, нежели пилотирование самолёта. Любой манёвр, за исключением рыскания, производится с помощью изменения шага лопастей. Изменением общего шага регулируют тягу винта, отклонение тяги от оси винта — так называемого циклического шага. Коррекция шага происходит автоматически, непрерывно и попеременно у всех лопастей, такой характерный для вертолётного винта колебательный способ называется циклическим шагом. Если лопасть, проходя над кабиной вертолёта, устанавливается на меньший шаг, а при прохождении над хвостовой балкой — на больший, то подъёмная сила задней части тюльпана винта (фигуры, описываемой лопастями при вращении) будет больше и ось винта будет наклоняться вперёд — вертолёт полетит вперёд. Вследствие невозможности ручного управления циклическим шагом для реализации этого принципа был разработан автомат перекоса. Пилот вертолёта, совершая манёвр, управляет именно автоматом перекоса. На большинстве вертолётов управление идёт через гидроусилители, но если на вертолётах класса Ми-2 возможно ручное управление и имитация отказа гидросистемы (отключение гидроусилителей) входит в программу учебно-тренировочных полётов, то на более тяжёлых вертолётах (например, Ми-8) ручки управления удержать без гидроусилителей невозможно, поэтому гидросистема дублируется.

## Ветрогенератор
Управление шагом винта в промышленных ветряных турбинах позволяет достичь большей эффективности генератора.